# Carcanières
Carcanières település Franciaországban, Ariège megyében. Lakosainak száma 71 fő (2022. január 1.). Carcanières Le Puch, Quérigut és Escouloubre községekkel határos.

## Népesség
A település népességének változása:
| Lakosok száma | 60   | 41   | 48   | 52   | 82   | 79   | 76   | 75   | 73   | 71   |
|               | 1968 | 1982 | 1990 | 2006 | 2013 | 2015 | 2017 | 2019 | 2020 | 2022 |